# Жевушкі
Жевушкі (пол. Rzewuszki) — село в Польщі, у гміні Сарнаки Лосицького повіту Мазовецького воєводства. Населення — 176 осіб (2011).

## Історія
За даними етнографічної експедиції 1869—1870 років під керівництвом Павла Чубинського, у селі переважно проживали римо-католики, меншою мірою — греко-католики, які здебільшого розмовляли українською мовою.
У 1975—1998 роках село належало до Білопідляського воєводства.

## Демографія
Демографічна структура станом на 31 березня 2011 року:
|          | Загалом | Допрацездатний вік | Працездатний вік | Постпрацездатний вік |
| -------- | ------- | ------------------ | ---------------- | -------------------- |
| Чоловіки | 83      | 19                 | 48               | 16                   |
| Жінки    | 93      | 16                 | 49               | 28                   |
| Разом    | 176     | 35                 | 97               | 44                   |